# Gabi Neumann
Gabi (Gawri’el) Neumann (hebr. גבי (גבריאל) נוימן, ur. 25 lutego 1937 w Obycach, zm. 2 lipca 2012 w Herclijji) – izraelski grafik i rzeźbiarz, projektant symboli, monet oraz medali.

## Życiorys

### Młodość
Urodził się 25 lutego 1937 roku w Obycach w Czechosłowacji (dzisiejsza Słowacja), w rodzinie Jozefa i Reginy Neumannów. Miał dwoje rodzeństwa, brata i siostrę. W 1942 roku wraz z rodziną wysłany do obozu pracy w Novákach, po jakimś czasie wrócili do Obyc.
W 1944 roku w mieście Sereď otwarto obóz pracy. Żeby uniknąć zesłania do obozu, matka Neumanna znalazła pracę na pobliskich uprawach tytoniu. Jozef pracował jako rolnik, a Regina w fabryce papierosów. W momencie, gdy do wsi przybyli Niemcy, aby zabrać Żydów do obozu, rodzina Neumannów uciekła do pobliskiego lasu. Pod koniec października 1944 roku zostali zadenuncjowani, a po złapaniu wysłani do obozu w Sereď, z którego następnie wywieziono ich do KL Auschwitz-Birkenau. Na miejsce przybyli 3 listopada 1944 roku i zostali umieszczeni w obozie rodzinnym. Gabi został odseparowany od rodziny i umieszczony w bloku dla dzieci. Z czasem do Gabiego dołączyła jego siostra, którą zwolniono ze szpitala. Przed wyzwoleniem obozu Gabi z siostrą i innymi dziećmi przemaszerowali z Birkenau do Auschwitz, gdzie pozostali do oswobodzenia.
Regina odnalazła Gabiego i córkę dzięki zdjęciu, które radziecki fotograf zrobił dzieciom za drutem kolczastym podczas wyzwalania obozu. W 1949 roku Gabi zdecydował się wyemigrować do Izraela w ramach aliji młodych. Po wojnie dowiedział się, że jego ojciec zginął w trakcie marszu śmierci do Gleiwitz (obecnie Gliwice).

### Życie w Izraelu
Po przybyciu do Izraela wraz z rodziną zamieszkał w En Kerem. W 1954 roku w ramach pomocy dla uczestników aliji młodych otrzymał państwowe stypendium na podjęcie nauki. W tym samym roku rozpoczął naukę rzeźbiarstwa z izraelskim rzeźbiarzem Rudim Lehmannem w En Hod. Wieś ta była uważana w tamtym okresie za mekkę izraelskich artystów, muzyków, aktorów i malarzy.
W latach 1957–1961 uczył się w Akademii Sztuk Pięknych i Wzornictwa Becalela w Jerozolimie, gdzie ukończył kierunek projektowanie, kaligrafia i malarstwo z tytułem licencjata. W ostatnim roku nauki w akademii otrzymał cztery wyróżnienia.
W 1962 roku jego projekt otrzymał pierwszą nagrodę w konkursie na logo Uniwersytetu Telawiwskiego. Propozycja nawiązywała do herbu Tel Awiwu, przedstawiając tarczę herbową, wewnątrz której znajdowały się połączone hebrajskie litery ת i א (skrót od אוניברסיטת תל אביב, Uniwersitat Tel Awiw). Z połączenia liter wyrasta abstrakcyjna roślina (kwiat i dwa liście), która jednocześnie przedstawia świecznik (dwa ramiona i płomień).
W 1962 roku Gabi Neumann ukończył kurs wzornictwa przemysłowego w Holonie. W tym samym roku zaprojektował ścianę pamięci w synagodze Chagalla w szpitalu Hadassa w Jerozolimie.
W 1982 roku był nauczycielem sztuki w Wyższej Szkole w Bet Berl.
W 1991 roku wziął udział w Międzynarodowym Triennale Grafiki w Krakowie.
Zaprojektował kolekcjonerskie monety z serii Pidjon ha-ben wyemitowane w 1976 i 1977 roku.
Zaprojektował awers medalu z okazji roku upamiętniającego pierwszych osadników w Ziemi Izraela z ruchu Bilu. Na środku awersu herb Izraela z hebrajskim napisem „ישראל מכבדת הראשונים” (dosł. Izrael w hołdzie Pierwszym), na lewo pod hebrajską inskrypcją, wzdłuż rantu, odpowiednik napisu w języku angielskim „Israel in homage to the First Ones”. Rewers przedstawia osadnika stojącego w bagnie. Po lewej wzdłuż rantu cytat w języku angielskim z Księgi Kapłańskiej „I will remember the convenant of their ancestors” (Kpł 26:45). Po prawej stronie od osadnika ten sam cytat, ale w języku hebrajskim „וזכרתי להם ברית ראשונים”. 
W 1992 roku zaprojektował awers medalu upamiętniającego ofiary obozów koncentracyjnych. Na awersie widnieje przedstawienie sześciorga dzieci za drutem kolczastym ze zdjęcia, na którym był Neumann. Mają one symbolizować sześć milionów Żydów zabitych podczas Zagłady. Wzdłuż rantu napis po hebrajsku i angielsku „IN MEMORY OF THE CONCENTRATION AND DEATH CAMPS 1942–1992”. Na rewersie (projekt Awrahama Pata) przedstawiono drut kolczasty i wieżę strażniczą oraz umieszczono hebrajskie i angielskie nazwy obozów w Treblince, Auschwitz-Birkenau, Chełmnie, Majdanku, Sobiborze i Bełżcu. W 2005 roku zaprojektował medal upamiętniający pisarza i scenarzystę Efrajjima Kiszona.
Gabi Neumann zaangażowany był także w projektowanie izraelskich monet obiegowych. W okresie obowiązywania szekla zaprojektował: awers monety jednoszeklowej wyemitowanej 22 stycznia 1981 roku, awers i rewers monety dziesięcioszeklowej z 1982 roku, awers monety pięćdziesięcioszeklowej z 1984 roku i rewers monety stuszeklowej z 1984 roku. Z kolei z serii nowego szekla zaprojektował: awers i rewers jednej agory z 1985 roku, pięciu agor z 1985 roku, a także rewersy 10 agor z 1985 roku, półszeklówki z 1985 roku, jednoszeklówki z 1985 roku, pięcioszeklówki z 1990 roku. Odpowiadał także za wykonanie projektów jednoszeklowych, pięcioszeklowych i dziesięcioszeklowych monet okolicznościowych okresu nowego szekla.
Zmarł 2 lipca 2012 roku w Herclijji.

## Galeria

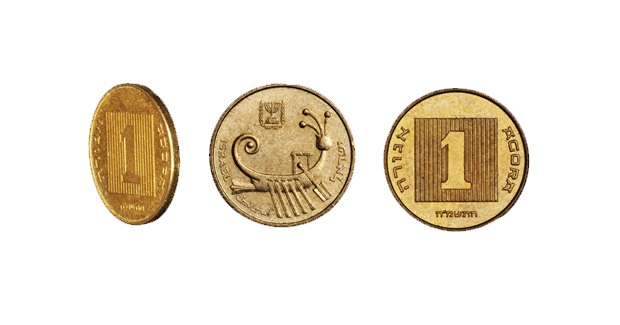
Awers i rewers jednej agory z 1985 roku
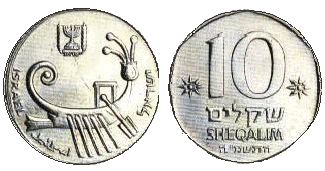
Awers i rewers 10 szekli z 1982 roku
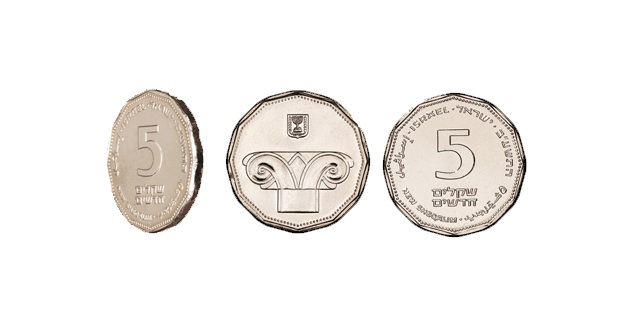
Awers i rewers pięciu nowych szekli
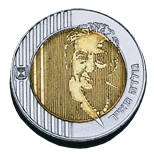
Awers okolicznościowych 10 nowych szekli
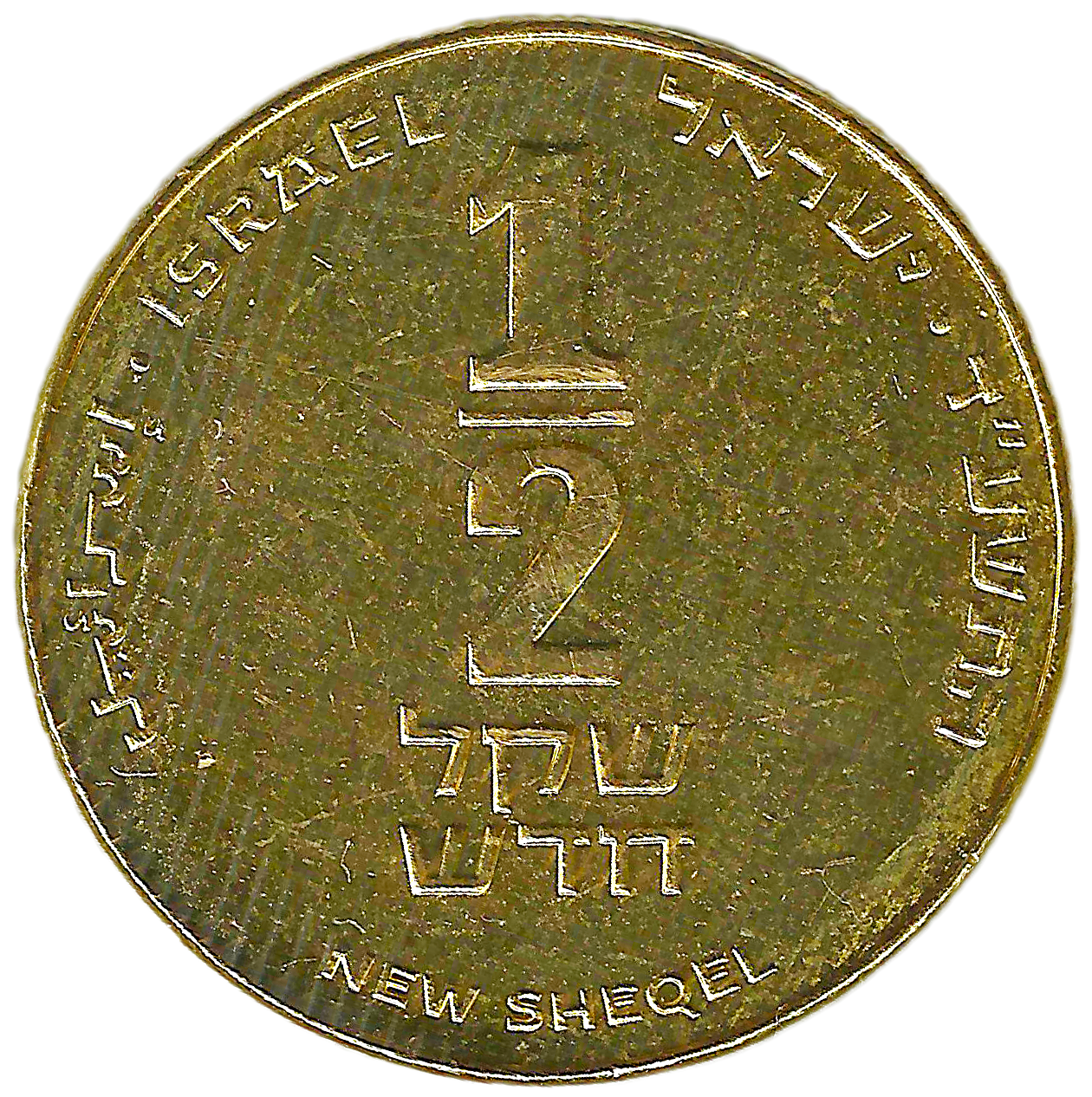
Rewers półszeklówki